# ایندوسلند بانک
ایندوسلند بانک (انگلیسی: IndusInd Bank) شرکت خدمات مالی و بانکداری هندی است، که در سال ۱۹۹۴ تأسیس شد.